# خیانتکار (فیلم ۲۰۱۵)
خیانتکار (انگلیسی: The Treacherous; کره‌ای: 간신) یک فیلم درام تاریخی سال ۲۰۱۵ کره جنوبی با بازی جو جی هون، کیم کانگ-وو و لیم جی یون است.

## داستان
این فیلم داستان یون‌سان، پادشاهی دیکتاتور و ظالم در دوران چوسان که از عوام برای لذت‌های جسمانی خود سوءاستفاده می‌کند و زنی که می‌خواهد انتقام بگیرد را روایت می‌کند.